# Challenger Series - Houston
Le Challenger Series - Houston, note come Oracle Challenger Series - Houston per motivi di sponsorizzazione, sono state un torneo professionistico di tennis che faceva parte della categoria WTA 125s femminile e dell'ATP Challenger Tour maschile. Si sono giocate le sole edizioni del 2018 e del 2019 sui campi in cemento del George R. Brown Tennis Center nel Campus della Rice University a Houston, negli Stati Uniti.

## Albo d'oro

### Singolare maschile
| Anno | Campione      | Finalista    | Punteggio           |
| ---- | ------------- | ------------ | ------------------- |
| 2019 | Marcos Giron  | Ivo Karlović | 7–5, 6(5)–7, 7–6(9) |
| 2018 | Bradley Klahn | Roy Smith    | 7–6(4), 7–6(4)      |

### Doppio maschile
| Anno | Campioni                          | Finalisti                       | Punteggio           |
| ---- | --------------------------------- | ------------------------------- | ------------------- |
| 2019 | Jonathan Erlich Santiago González | Ariel Behar Gonzalo Escobar     | 6–3, 7–6(4)         |
| 2018 | Austin Krajicek Nicholas Monroe   | Marcelo Arévalo James Cerretani | 4–6, 7–6(3), [10–5] |

### Singolare femminile
| Anno | Categoria | Campionessa      | Finalista       | Punteggio     |
| ---- | --------- | ---------------- | --------------- | ------------- |
| 2018 | WTA 125   | Peng Shuai       | Lauren Davis    | 1–6, 7–5, 6–4 |
| 2019 | WTA 125   | Kirsten Flipkens | Coco Vandeweghe | 7–6(4), 6–4   |

### Doppio femminile
| Anno | Categoria | Campionesse                   | Finaliste                       | Punteggio        |
| ---- | --------- | ----------------------------- | ------------------------------- | ---------------- |
| 2018 | WTA 125   | Maegan Manasse Jessica Pegula | Desirae Krawczyk Giuliana Olmos | 1–6, 6–4, [10–8] |
| 2019 | WTA 125   | Ellen Perez Luisa Stefani     | Sharon Fichman Ena Shibahara    | 1–6, 6–4, [10–5] |